# Mongay (Huesca)
Mongay o Monte Gaudio (Montgai en catalán ribagorzano)es un lugar despoblado situado en la provincia de Huesca, dentro del municipio de Viacamp y litera a 7 kilómetros, en la comarca de La Ribagorza, Aragón España.

## Toponimia
Antiguamente se llamaba Monte Gaudio.

## Historia
La primera noticia que se tiene de Mongay es en el 1143, cuando aparece mencionado entre los castillos que Ramón Berenguer IV dona a la Orden del Temple.
A inicios de los 2000, unos empresarios compraron el término con la intención de reconstruirlo y convertirlo en un conjunto hotelero, pero por falta de fondos las casas quedaron a medio reconstruir.

## Demografía
A finales del siglo XIX e inicio del siglo XX contaba con seis casas, Perulla, Pociello, Ivars, Coix, Perantoni y Condeaunque finalmente la población quedó despoblada en los años 60.

## Patrimonio
- Castillo de Chiriveta, también conocido como Castillo de Mongay debido a la cercanía del castillo a ambos pueblos.
- Ermita de Nuestra Señora del Congost.
- Iglesia de Santa María de Mongay, templo de una sola nave con cabecera recta cubierta con tejado a dos aguas con un pequeño campanario integrado, mientras que el coro se encuentra a los pies del templo.

## Cultura
Las fiestas se celebraban el 6 de agosto con motivo de San Salvador, durando dos días y contando con misa, romería y bailes.